# Anna Q. Nilsson
Anna Quirentia Nilsson (Ystad, 30 maart 1888 – Hemet, 11 februari 1974) was een Zweeds-Amerikaans actrice.

## Levensloop
Anna Q. Nilsson werd in 1888 geboren in Zweden. Na haar eerste acteerervaringen in haar geboorteland emigreerde ze in 1910 naar de Verenigde Staten. Daar werkte ze aanvankelijk als fotomodel. In 1911 werd haar een rol aangeboden als actrice in de film Molly Pitcher. Door die rol werd ze eensklaps een filmster. Haar carrière ging steil bergop en ze werkte voor filmmaatschappijen als Paramount, MGM en Warner Bros.
In 1925 viel Nilsson op het hoogtepunt van haar filmcarrière van een paard. Ze raakte verlamd en moest haar acteerwerk twee jaar lang stopzetten om weer te leren lopen. Vanaf 1927 werkte ze aan haar rentree. Met de groeiende populariteit van de geluidsfilm trok ze zich geleidelijk terug uit de filmindustrie. Door haar leeftijd en accent kreeg ze almaar minder rollen aangeboden. Ze wijdde zich twee decennia lang vrijwel uitsluitend aan liefdadigheid. Ze keerde slechts voor enkele figurantenrollen terug naar het witte doek.
Nilsson was twee keer getrouwd. Beide huwelijken werden na korte tijd weer ontbonden en bleven kinderloos. Ze stierf in 1974 in Californië aan hartfalen.

## Filmografie (selectie)
- 1911: Molly Pitcher
- 1912: The Confederate Ironclad
- 1915: Regeneration
- 1917: Infidelity
- 1917: Seven Keys to Baldpate
- 1917: Over There
- 1918: Heart of the Sunset
- 1918: The Trail to Yesterday
- 1918: No Man's Land
- 1918: In Judgement Of
- 1918: The Vanity Pool
- 1918: Ravished Armenia
- 1919: Venus in the East
- 1919: Cheating Cheaters
- 1919: The Way of the Strong
- 1919: A Very Good Young Man
- 1919: The Love Burglar
- 1919: A Sporting Chance
- 1919: Her Kingdom of Dreams
- 1919: Soldiers of Fortune
- 1920: The Luck of the Irish
- 1920: The Thirteenth Commandment
- 1920: The Toll Gate
- 1920: One Hour Before Dawn
- 1920: The Fighting Chance
- 1920: In the Heart of a Fool
- 1921: What Women Will Do
- 1921: Without Limit
- 1921: The Oath
- 1921: Why Girls Leave Home
- 1921: Värmlänningarna
- 1921: The Lotus Eater
- 1922: Three Live Ghosts
- 1922: The Man from Home
- 1922: Pink Gods
- 1923: Hearts Aflame
- 1923: The Isle of Lost Ships
- 1923: The Rustle of Silk
- 1923: The Spoilers
- 1923: Hollywood
- 1923: Adam's Rib
- 1923: Ponjola
- 1923: Thundering Dawn
- 1923: Innocence
- 1923: Enemies of Children
- 1924: Half-A-Dollar-Bill
- 1924: Flowing Gold
- 1924: Between Friends
- 1924: Broadway After Dark
- 1924: The Side Show of Life
- 1924: The Fire Patrol
- 1924: Vanity's Price
- 1924: Inez from Hollywood
- 1924: Hello, 'Frisco
- 1925: If I Marry Again
- 1925: The Top of the World
- 1925: One Way Street
- 1925: The Talker
- 1925: Winds of Chance
- 1925: The Splendid Road
- 1926: Too Much Money
- 1926: Her Second Chance
- 1926: The Greater Glory
- 1926: Miss Nobody
- 1926: Midnight Lovers
- 1927: The Masked Woman
- 1927: Easy Pickings
- 1927: Babe Comes Home
- 1927: Lonesome Ladies
- 1927: The Thirteenth Juror
- 1927: Sorrell and Son
- 1928: The Whip
- 1928: Blockade
- 1933: The World Changes
- 1934: School for Girls
- 1934: The Little Minister
- 1935: Wanderer of the Wasteland
- 1938: Paradise for Three
- 1938: Prison Farm
- 1941: The Trial of Mary Dugan
- 1941: The People vs. Dr. Kildare
- 1941: They Died with Their Boots On
- 1942: The Great Man's Lady
- 1942: I Live on Danger
- 1942: Crossroads
- 1943: Headin' for God's Country
- 1943: Cry 'Havoc'
- 1945: The Valley of Decision
- 1945: The Sailor Takes a Wife
- 1946: The Secret Heart
- 1947: The Farmer's Daughter
- 1947: Cynthia
- 1947: It Had to Be You
- 1948: Fighting Father Dunne
- 1948: The Boy with Green Hair
- 1948: Every Girl Should Be Married
- 1949: In the Good Old Summertime
- 1949: Adam's Rib
- 1949: Malaya
- 1950: The Big Hangover
- 1950: Sunset Boulevard
- 1951: Grounds for Marriage
- 1951: Show Boat
- 1951: The Law and the Lady
- 1951: An American in Paris
- 1951: The Unknown Man
- 1952: Fearless Fagan
- 1954: The Great Diamond Robbery
- 1954: Seven Brides for Seven Brothers